# Mach’s noch mal, Dad
Mach’s noch mal, Dad ist eine US-amerikanische Filmkomödie aus dem Jahr 1986 mit Rodney Dangerfield. Sie ist auch unter dem Alternativtitel Mein Alter lernt es nie bekannt.

## Handlung
Der joviale Mittsechziger Thornton Melon ist ein wahrer Selfmade-Millionär: obwohl ihm der nötige Schulabschluss fehlt, hat es der Sohn italienischer Einwanderer geschafft, sich aus kleinen Verhältnissen mit einer Bekleidungslinie für Übergrößen ein Vermögen zu erwirtschaften. Vom bisherigen Lebensstil allerdings überdrüssig lässt er sich von seiner zweiten Frau Vanessa, einer untreuen High-Society-Zicke, scheiden und schreibt sich schließlich am „Grand Lakes College“ ein.
Damit hofft er zwei Fliegen mit einer Klappe zu schlagen: Einerseits will er endlich seinen Schulabschluss nachholen und zweitens seinem Sohn Jason, der dort studiert, unter die Arme greifen und seinen Studienabbruch verhindern. Denn Jason ist nicht – wie vom Vater gewünscht und erhofft – der Liebling der Massen, sondern eher ein unscheinbarer Mitläufer ohne Freundin. Zudem hat er es bisher auch nicht ins Turmsprungteam (Thornton war und ist ein begnadeter Athlet in dieser Disziplin) geschafft, sondern steht im Schatten des dortigen Captains Chas Osborne. Lediglich Jasons flippiger Zimmergenosse Derek ist ihm ein Freund. Durch seine Immatrikulation überredet Thornton seinen Sohn schließlich zum Bleiben.
Mit seiner lebenslustigen und unbekümmerten Art sowie seiner locker sitzenden Brieftasche wird Thornton schnell zum Mittelpunkt des ganzen Campus. Er gewinnt die Gunst seiner Kommilitonen, schmeißt rauschende Partys und bietet den Lehrern Paroli. Vor allem sein Wirtschaftsdozent Phillip Barbay steht mit Melons Persönlichkeit auf Kriegsfuß. Doch Vater und Sohn meistern gemeinsam diese Strapazen, so dass Jasons Gunst enorm steigt und auf beide zudem die Liebe wartet. Jason bandelt endlich mit der von ihm verehrten Mitschülerin Valerie an, während Thornton mit seiner Literaturprofessorin Diane turtelt.
Doch wo Licht ist, ist auch viel Schatten. Die Techtelmechtel rufen die jeweiligen Nebenbuhler auf den Plan: Diane hatte zuvor eine Beziehung mit Barbay, der nun noch schlechter auf Thornton gestimmt ist. Und der prollige Chas ist seinerseits auf Jason sauer, da er selbst ein Auge auf Valerie geworfen hatte. Zudem schwindet Thorntons Umfeld und auch Diane der Glaube an seinen Lerneifer, da er seine Zeit lieber mit Feiern als mit Lernen verbringt und auch bei den Studienaufgaben mauschelt. So organisiert er beispielsweise heimlich renommierte Ghostwriter und Schriftsteller, die ihm die Aufsätze fertigen. Als diese Flunkereien aufzufliegen drohen, setzt ihn Barbay vor Dekan Martin unter Druck: Thornton muss eine mündliche Prüfung vor all seinen Professoren ableisten, ansonsten würde er exmatrikuliert.
Dadurch wieder neu angespornt rauft Thornton sich zusammen und beginnt unterstützt durch Diane, Derek, Jason sowie seinen Chauffeur und Kumpel Lou wie ein Besessener zu lernen. Bei der eigentlichen Prüfung schlägt sich Thornton mehr schlecht als recht, besteht das Examen aber dank Dianes Unterstützung.
Parallel dazu trägt das College einen Turmsprungwettbewerb mit der favorisierten Mannschaft einer anderen Hochschule aus. Dank Jason Sprungleistung (sein Vater hat ihm den Platz im Team ermöglicht) und Dereks nicht ganz legalen Ablenkungsmöglichkeiten verschafft sich das Team eine annehmbare Ausgangsbasis, ehe der eifersüchtige Chas eine Verletzung vortäuscht. Letztendlich geht Thornton als Ersatzmann an den Start und sorgt mit einem legendären wie waghalsigen Sprung für den Sieg der Grand Lakes – Mannschaft.
Am Ende schaffen Vater und Sohn jeweils ihren Hochschulabschluss und feiern dies sowohl mit ihren Kommilitonen als auch ihren Freundinnen.

## Kritiken
„Einfallsreich und schwungvoll inszeniertes Lustspiel, das unaufdringlich auch Generationskonflikte ins Spiel bringt.“

## Auszeichnungen
Komponist Danny Elfman wurde für die Beste Filmmusik 1987 mit dem BMI Film & TV Award ausgezeichnet.

## Hintergründe
- Der Film ist ein Remake der Komödie Der Spätzünder (High Time) aus dem Jahr 1960. Damals spielte Bing Crosby die Hauptrolle.
- Der in Madison gelegene Campus der Universität von Wisconsin diente als Kulisse für das „Grand Lakes College“.
- Rodney Dangerfield besaß einen eigenen Club und galt als Förderer neuer Comedy-Talente, die er dort auftreten ließ. Gleichsam tat er es mit Filmproduktionen. So verschaffte er Sam Kinison den Part als Kommunismus hassender Professor Terguson. Dangerfield versuchte auch, den damals noch unbekannten Jim Carrey in der Produktion unterzubringen. Dies scheiterte am Veto der Verantwortlichen, die Carrey für zu jung befanden.
- Eine erste Skriptfassung sah vor, dass Thornton Melon arm sei. Harold Ramis änderte dies letztlich in einen Millionär um.
- Im amerikanischen Original gibt es ein Wortspiel bezüglich des von Ned Beatty verkörperten Dekans David Martin. Da Dekan im Englischen „Dean“ heißt, wird Beattys Rollenpart von den Schülern mit „Dean Martin“ angesprochen – also gleichsam dem bekannten Entertainer.
- Schriftsteller Kurt Vonnegut hat im Film einen Gastauftritt. Er spielt sich selbst als einer von Melons engagierten Schreibhelfern. Zudem tritt Robert Picardo in einer kleinen Szene als Vanessas Geliebter Giorgio auf.
- Thornton Melon zeigt beim Sprungfinale am Ende des Films einen sehr gewagten Sprungstunt, der den fiktiven Namen „Triple Lindy“ trägt. Dieser besteht aus einem Sprung vom 10-Meter-Turm über drei tiefergelegene Sprungbretter, in den diverse Saltos integriert sind.